# Habitat on demand
Habitat on demand (del inglés, Habitat on demand) es un nuevo modelo de desarrollo inmobiliario que contempla la participación de los usuarios en el diseño de sus propias viviendas, mediante el uso de nuevas tecnologías del sector inmobiliario creadas para tal fin, denominadas.

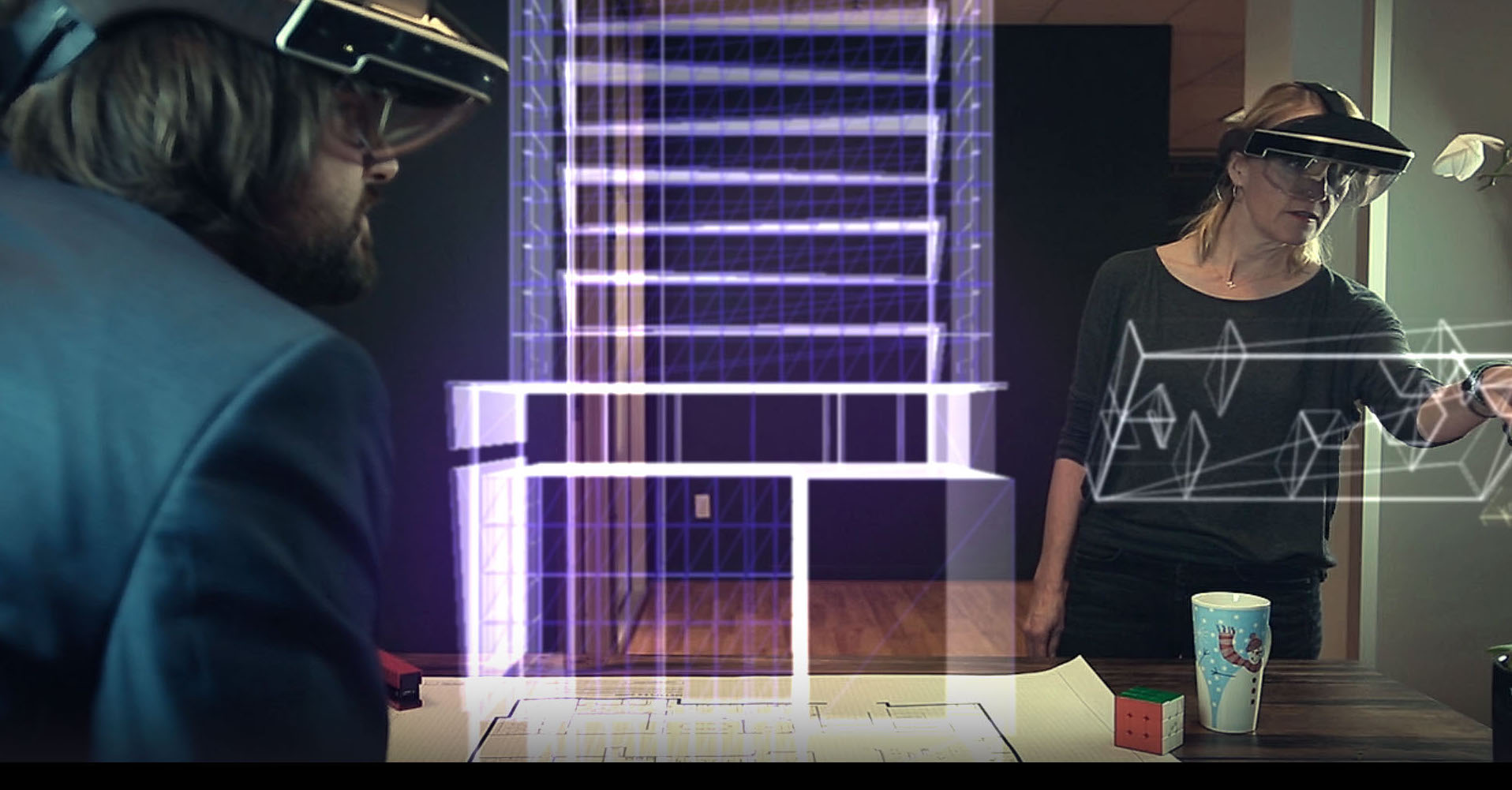
Diseño Colaborativo

## Surgimiento
Habitat on demand tiene sus antecedentes en el diseño participativo aplicado a la planificación de desarrollo urbano. Actualmente, se ha extendido a la customización de viviendas, adecuando el diseño a las necesidades de los futuros habitantes, en vez de que sean éstos quienes tengan que adaptarse a las propuestas tradicionales de las inmobiliarias.
En el mercado mundial los usuarios han dejado de tener un lugar pasivo y han comenzado a tomar un rol de prosumidores, siendo al mismo tiempo productores y consumidores de contenidos o productos. La industria tecnológica se adaptó a esa demanda, creando servicios que permitan personalizar herramientas y espacios virtuales que se adapten a estos procesos.
Este modo de consumir se expandió a partir de la masificación del uso de las TICs y las redes sociales, que durante la pandemia COVID-19 han tomado gran centralidad social y comercial. El aislamiento social declarado durante los años 2019 y 2020 por diferentes gobiernos del mundo, llevó a esas poblaciones a habitar sus viviendas las 24hs durante meses y trabajar desde allí.
Esto generó nuevas necesidades de consumo y nuevos modos de consumir: la explosión de las tiendas en línea o comercio electrónico  (e-commerce) y el surgimiento de prosumidores dedicados a las cuestiones de vivienda y cuidados personales: decoración y reformas de hogares, estilos de vida, salud, crianza, son algunas de la temáticas que mayor visibilidad han tomado a través de las redes sociales.
La continuidad del Home Office o Teletrabajo y estos nuevos modos de habitar y consumir, se instaló la modalidad Habitat on demand en el mercado inmobiliario, con el uso de software y plataformas digitales que posibilitan la intervención de usuarios para decidir sobre sus futuras viviendas.

## Evolución
La comercialización de inmuebles bajo el modelo de negocio tradicional encuentra un límite en la obtención de ganancias estandarizado, cuando los usuarios tienen para elegir entre dos o tres modelos de viviendas disponibles, dónde lo único que cambia es la cantidad de ambientes y la orientación del departamento dentro de un edificio de compra en pozo, de casas llave en mano o prefabricadas. Sin embargo, el modelo Hábitat On Demand que permite la interacción que le da las nuevas tecnologías del sector inmobiliario -denominadas  Prop-Tech-, ha elevado el margen de ganancias del mercado al permitir ofertar una gran diversidad de viviendas según los requerimientos solicitados por los futuros habitantes en el diseño habitacional personalizado: diferentes materiales, diseños, tecnologías y recursos humanos especializados que revalorizan las unidades habitacionales, sin afectar los tiempos de obra.

A través de una plataforma interactiva con planos, oferta de diversos productos e imágenes digitales hiperreales llamadas renders, los usuarios pueden codiseñar su vivienda digitalmente desde el inicio del proyecto, adaptando el espacio a sus necesidades y preferencias singulares. Así, comienzan a “habitar” sus futuros hogares desde el inicio, tecnologizar el tiempo de espera entre la compra y la entrega de la unidad e incrementar el valor del inmueble con las diferentes particularidades que cada comprador incorpore al proyecto habitacional. A su vez, a las desarrolladoras, este intercambio mediado por la tecnología les permite automatizar ciertas actividades y potenciar otras.
El desarrollo Habitat On Demand en Argentina y en el mundo ha generado diferentes herramientas de gestión para el diseño de hábitat urbano contemporáneo, lo que permite adecuar a la industria inmobiliaria a las demandas tecnológicas y de personalización del mercado, aumentando su rentabilidad.
En el mercado europeo, la expansión del modelo Hábitat On Demand  aportó diseño estratégico y sustentabilidad al hábitat urbano y mayores beneficios económicos para los desarrolladores. Dos desarrollos ejemplo de ello son la construcción de una ciudad portuaria inteligente en el puerto de Estocolmo de Norra Djurgårdsstaden y en Graz, Austria, donde se construyó el primer complejo de viviendas personalizadas íntegramente en la ciudad.
Según las conclusiones del informe “La madurez digital del sector inmobiliario", elaborado por una reconocida consultora de servicios inmobiliarios,  cada vez son más las firmas que incrementan inversiones en tecnología y digitalización de sus modelos de negocio.

## Hábitat On Demand en Argentina
En Argentina, anualmente incrementa la proporción de usuarios finales que compran por sobre los inversores, según el Registro de Operaciones Inmobiliarias (ROI), situación que llevó a muchas inmobiliarias a utilizar herramientas de la virtualidad para posicionarse en el mercado y cautivar este nuevo tipo de nuevos clientes.
Varias empresas han innovado bajo el modelo Hábitat On Demand, principalmente en la capital del país y alrededores, el AMBA, como las más reconocidas G&D Developers, Spazios, Macom, Real Estate Developers y HOD. Macom ha desarrollado investigaciones cualitativas sobre este tipo de “arquitectura vincular” en donde estudió hay un nuevo tipo de usuario que sabe más de construcción y quiere diseñar su viviendo acorde a sus modo de vida.
Por su parte, HOD se ha especializado en la innovación tecnológica del proceso, sistematizando digitalmente el diálogo de personalización: mediante la habilitación de una plataforma de cocreación de proyectos, que vincula a compradores y desarrolladores, recreando el interiorismo del proyecto antes de ser construido. De este modo, se genera un “gemelo digital” y se proponen alternativas de diseño. Mediante renders y modelos 3D se permiten visualizar diferentes variables para cada unidad: divisiones de ambientes, revestimientos, equipamiento fijo, mobiliario, tecnología, medidas de seguridad, entre otras. Así, el modelo Hábitat On Demand y sus tecnologías, se van modificando de acuerdo a las nuevas preferencias de los usuarios.

## Fundamentos
Hábitat On Demand encuentra su fundamento conceptual en el arquitecto danés Jan Gehl, ícono del urbanismo que acuñó el concepto de “ciudades para la gente”. Desde este paradigma, la planificación urbana se basa en el habitante como «unidad de medida», dándole importancia al espacio peatonal, al uso de la bicicleta y al espacio público en su totalidad. Ha desarrollado esa perspectiva en importantes proyectos de las ciudades de Copenhague, Londres, Melbourne, Sídney, Riga, Amán, Nueva York y Moscú. También, en el marco del Programa de Ciudades Emergentes y Sostenibles (CES) de la División de Vivienda y Desarrollo Urbano del BID, se están desarrollando proyectos en Puerto Varas y Puerto Montt, Chile.
Si bien en Argentina el modelo Hábitat On Demand se desarrolla fundamentalmente en emprendimientos inmobiliarios privados, la tecnología disponible puede aplicarse a la planificación urbana. Por ejemplo, se puede ampliar la participación ciudadana de los presupuestos participativos que se encuentran en diferentes ciudades del país y optimizar los mecanismos sobre los diferentes aspectos de incumbencia pública que suelen abarcar como limpieza, alumbrado, equipamiento público, zonas de esparcimiento, cultura y deporte, entre otros.